# Dampiera carinata
Dampiera carinata är en tvåhjärtbladig växtart som beskrevs av George Bentham. Dampiera carinata ingår i släktet Dampiera, och familjen Goodeniaceae. Inga underarter finns listade i Catalogue of Life.